# Бур де Тизи
Бур де Тизи (фр. Bourg-de-Thizy) насеље је и општина у источној Француској у региону Рона-Алпи, у департману Рона која припада префектури Вилфранш сир Саон.
По подацима из 1999. године у општини је живело 2670 становника, а густина насељености је износила 184 становника/km². Општина се простире на површини од 14,49 km². Налази се на средњој надморској висини од 461 метар (максималној 570 m, а минималној 365 m).

## Демографија
| 1962. | 1968. | 1975. | 1982. | 1990. | 1999. | 2011. |
| ----- | ----- | ----- | ----- | ----- | ----- | ----- |
| 3.260 | 3.273 | 3.114 | 3.164 | 2.883 | 2.670 | 2.627 |

График промене броја становника у току последњих година